# Stile moresco

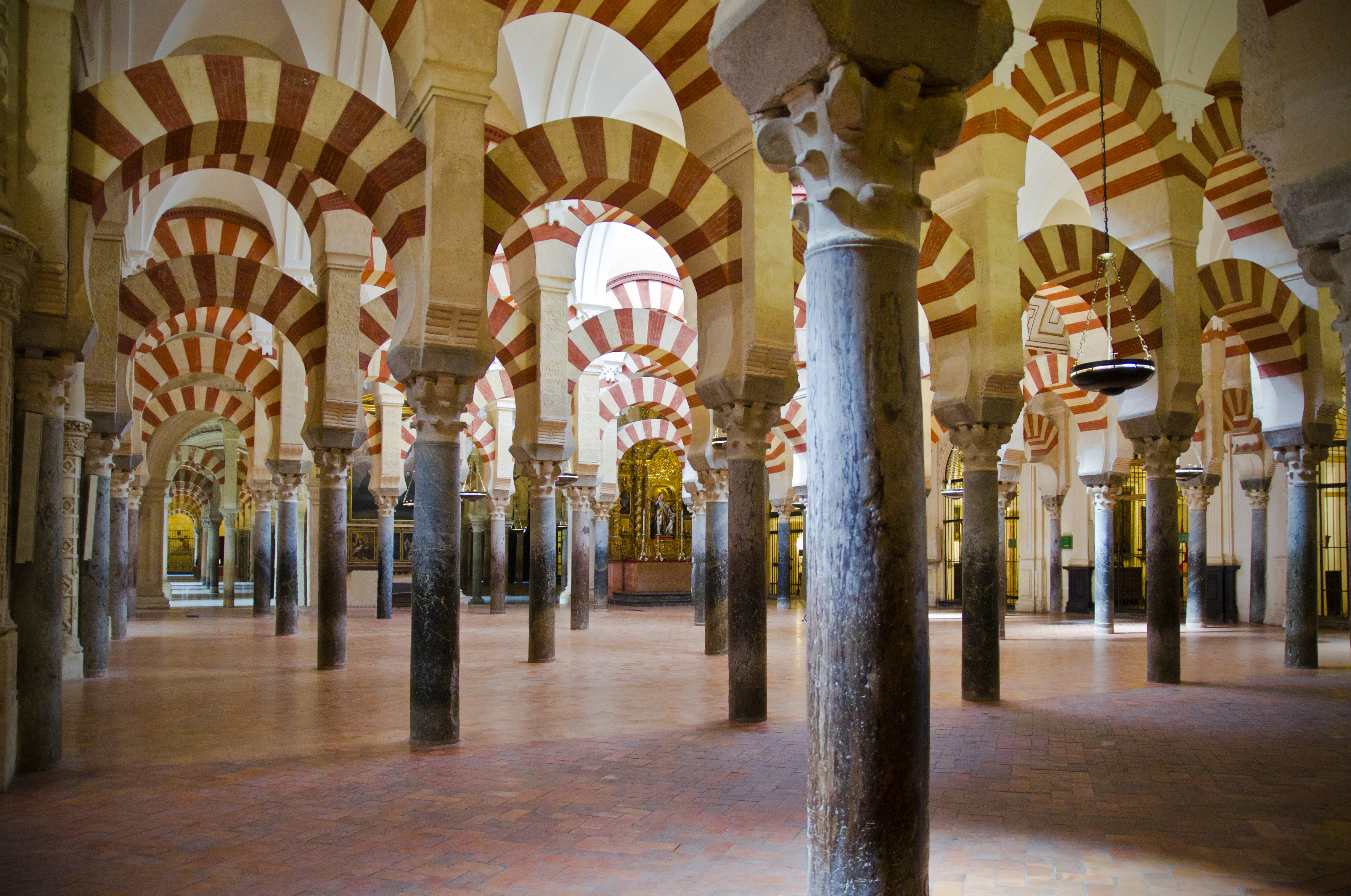
La Grande moschea di Cordova, Cordova, Spagna.

Per stile moresco si intende un particolare tipo di arte islamica sviluppatasi tra la fine dell'XI secolo e la fine del XV nell'area del Mediterraneo occidentale, in particolare nel Maghreb e nell'area musulmana della penisola iberica (detta al-Andalus).
Tale stile nacque dalle reciproche influenze artistiche siriaco-musulmane giunte a Cordova grazie agli Omayyadi, stemperate nell'austerità delle arti e culture berbero-musulmane tipiche delle dinastie marocchine degli Almoravidi e degli Almohadi con venature di culture classiche romane e visigotiche dell'Andalusia.
Il nome deriva dal termine moros, con cui si indicavano in Spagna gli invasori musulmani di provenienza nordafricana (detti anche "Mori").
Dal punto di vista architettonico, lo stile moresco si caratterizza per le sue linee severe ed essenziali, dalle chiare volumetrie e semplici piante. Comune è l'uso di cupole formate da archi intrecciati, di ornati ricchi e raffinati realizzati in stucco o gesso modellato o dipinto e dorato, di mosaici in ceramica, di bassissimi rilievi scolpiti e motivi geometrici o vegetali, di sobrie decorazioni architettoniche. Caratterizzante lo stile moresco è anche l'uso intenso di ceramiche a lustro (prodotte dai Mori presenti in Spagna), solitamente decorate con raffinati disegni e colorate principalmente in blu e oro. Altro tratto caratteristico è l'uso costante del capitello, che prende spunto da un modello romano.
Volgarmente si dice "moresco" lo stile di abitazioni genericamente tinte di bianco a calce, con intonaco grezzo, coperture poco squadrate, inserti di ceramiche colorate.